# Cérizet
Cérizet est un personnage de La Comédie humaine d'Honoré de Balzac, qui joue un rôle secondaire mais décisif dans Illusions perdues, où il participe à la ruine de son patron, David Séchard.
C'est un orphelin des Enfants-Trouvés de Paris, placé comme apprenti chez les imprimeurs et éditeurs Didot. David Séchard, qui a fait son apprentissage au même endroit, le ramène à Angoulême pour le faire travailler dans son imprimerie, au début d'Illusions perdues.